# Чича Илија Станојевић
Илија Станојевић (Београд, 7. август 1859 — Београд, 8. август 1930) био је српски глумац и режисер. Један је од најстаријих српских глумаца, први српски режисер, један од првих филмских глумаца у српским крајевима.

## Биографија
Био је међу најпопуларнијим комичарима свог времена. Написао је комедију „Дорћолска посла“, а са Јанком Веселиновићем комедију с певањем „Потера“.
Снимио је и режирао 1911. године филмове Улрих Цељски и Владислав Хуњади и Живот и дела бесмртног вожда Карађорђа, где је играо турског пашу, сеоског завидљивца и Вујицу Вулићевића, убицу Карађорђа.
Једно време 1913. године држао је кафану „Код два астала” у Јагодини. У децембру 1922. је прославио четрдесетогодишњицу глуме са Милорадом Гавриловићем и Савом Тодоровићем.
Женио се два пута, други пут Маријом, недуго пре смрти, а након дужег заједничког живота.

## Галерија
- Фотографија Чича Илије Станојевића
- Поштанска марка издата 2003. године